# Пиратска партия (САЩ)
Вижте пояснителната страница за други значения на Пиратска партия.
Пиратската партия на САЩ (на английски: The Pirate Party of the United States) е политическа партия, учредена на 6 юни 2006 г..
Организаторът на партията е Брент Алисън.
Партията се застъпва за кардинално реформиране на Закона за интелектуалната собственост и отмяна на патентното право.
Няма свои представители в Конгреса на САЩ. В САЩ нейната легитимност е оспорвана.

## Промени в ръководството
| Име           | От               | До               |
| ------------- | ---------------- | ---------------- |
| Брент Алисън  | 6 юни 2006       | 9 юни 2006       |
| Джошуа Коулс  | 9 юни 2006       | май 2007         |
| Андрю Нортън  | май 2007         | септември 2008   |
| Глен Кербейн  | септември 2008   | юли 2009         |
| Райън Мартин  | юли 2009         | 29 декември 2009 |
| Брадли Хол    | 29 декември 2009 | 28 януари 2010   |
| Британи Фелпс | 28 януари 2010   | 15 юли 2011      |